# Ангеловка (Львовская область)
Ангеловка (укр. Янгелівка) — село в Бусской городской общине Золочевского района Львовской области Украины.
Население по переписи 2001 года составляло 26 человек. Занимает площадь 0,322 км². Почтовый индекс — 80530. Телефонный код — 3264.